# Yuta Tsunami
Yuta Tsunami (født 20. januar 1992) er en japansk fodboldspiller.